# St. George's Cross (stanice metra v Glasgow)
Stanice metra St. George's Cross leží v západní části Glasgow, blíže centru než další stanice na West Endu. Ze stanice lze vystoupit na ulice Great Western Road, Maryhill Road a George's Road.
Stanice byla otevřena v roce 1896 a kompletně modernizována v letech 1977-1980.